# Fred (Fußballspieler, 1993)
Fred (* 5. März 1993 in Belo Horizonte; bürgerlich Frederico Rodrigues de Paula Santos) ist ein brasilianischer Fußballspieler. Der Mittelfeldspieler steht seit August 2023 bei Fenerbahçe Istanbul unter Vertrag und spielt für die brasilianische Nationalmannschaft.

## Karriere

### Vereine
Fred begann seine Karriere im Jahr 2003 in der Jugend von Atlético Mineiro. 2009 wechselte er in die Jugend des Internacional Porto Alegre. Dort gelang ihm der Durchbruch in der ersten Mannschaft. Mit seinem Verein gewann er zweimal in Folge die Staatsmeisterschaft von Rio Grande do Sul.
Zur Saison 2013/14 wechselte Fred für 15 Mio. Euro in die ukrainische Premjer-Liha zu Schachtar Donezk. Er erhielt einen Fünfjahresvertrag bis zum 30. Juni 2018. In seinem ersten Jahr gewann Fred die ukrainische Meisterschaft und 2014/15 die Vize-Meisterschaft. 2017 und 2018 wurde er erneut Meister.
Zur Saison 2018/19 wechselte Fred in die englische Premier League zu Manchester United. Er unterschrieb beim Rekordmeister einen Vertrag mit einer Laufzeit bis zum 30. Juni 2022 mit der Option auf ein weiteres Jahr. Insgesamt bestritt Fred 139 Ligaspiele für Manchester, 18 Pokalspiele, 14 Spiele im Ligapokal und 42 Europapokal-Spiele. Dabei gewann er mit dem Verein im Februar 2023 den englischen Ligapokal.
Im August 2023 wechselte er zum türkischen Verein Fenerbahçe Istanbul.

### Nationalmannschaft
Fred spielte zunächst dreimal für die U-20-Auswahl Brasiliens.
Im November 2014 wurde Fred von Nationaltrainer Dunga für den verletzten Rômulo in die Seleção berufen. Fred debütierte am 12. November 2014, als er beim 4:0-Testspielsieg gegen die Türkei in der 85. Spielminute für Luiz Gustavo eingewechselt wurde. Anfang Juni 2015 wurde er für den verletzten Luiz Gustavo in den Kader für die Copa América in Chile nachnominiert. Dort wurde er bei einer Dopingkontrolle positiv auf Hydrochlorothiazid getestet und von der CONMEBOL für ein Jahr gesperrt. Am 5. Februar 2016 übernahm die FIFA die Sperre.
Im Mai 2018 wurde Fred in den Kader für die Weltmeisterschaft 2018 berufen, dort aber nicht eingesetzt. Auch bei der Weltmeisterschaft 2022 gehörte er zum brasilianischer Kader und wurde dort in allen drei Gruppenspielen sowie dem Achtelfinale, in dem Brasilien im Elfmeterschießen ausschied, eingesetzt. 
Ebenso gehörte er zum Kader bei der Copa América 2021, bei der er in den ersten drei Gruppenspielen sowie dem Viertelfinale, dem Halbfinale und dem verlorenen Finale eingesetzt wurde.

## Titel
Brasilien
- Staatsmeister von Rio Grande do Sul: 2012, 2013

Ukraine
- Meister: 2014, 2017, 2018
- Pokalsieger: 2016, 2017, 2018
- Supercupsieger: 2013, 2014, 2015, 2017

England
- Ligapokalsieger: 2023